# みずほフィナンシャルストラテジー
株式会社みずほフィナンシャルストラテジー（英称：Mizuho Financial Strategy, Co.,Ltd.）は、かつて存在したみずほフィナンシャルグループ傘下のアドバイザリー会社。

## 概要
地域金融機関に対する経営管理や、企業再生に関するアドバイスを行うことを主目的に営業を展開している。
当社は2005年9月までは「みずほホールディングス」という、銀行持株会社として存在していた。
みずほグループは持株会社である「みずほフィナンシャルグループ」の下に銀行持株会社かつ証券持株会社たる「みずほホールディングス」があり、さらにその下に2つの銀行（みずほ銀行、みずほコーポレート銀行）が存在するという複雑な形態をとっていた。
2005年10月1日には、同グループ内における再編が行われ、みずほホールディングスは完全子会社であるみずほ銀行と、みずほコーポレート銀行の全株式をみずほフィナンシャルグループに譲渡し、両社をみずほフィナンシャルグループの直接100%子会社とした。そして、みずほホールディングスの商号を「みずほフィナンシャルストラテジー」に変更して、中間持株会社からアドバイザリ会社に業態変更した。
2015年7月、みずほオフィスマネジメント株式会社と合併し、消滅した。

## 沿革
- 2000年（平成12年）9月29日 - 株式会社富士銀行、株式会社第一勧業銀行及び株式会社日本興業銀行の株式移転により設立。
- 2003年（平成15年）
  - 1月8日 - 株式会社みずほフィナンシャルグループを全額出資で設立。
  - 3月12日 - 株式交換により株式会社みずほフィナンシャルグループの完全子会社となる。
- 2005年（平成17年）10月1日 - 新アドバイザリ会社への業態変更にともない、株式会社みずほフィナンシャルストラテジーに社名変更。
- 2015年（平成27年）7月 - みずほオフィスマネジメント株式会社と合併し、消滅。